# Dualitás (kategóriaelmélet)
A kategóriaelméletben a dualitás egy C kategória és a Cop oppozit kategória tulajdonságai közötti összefüggés. Bármely, a C kategóriában megfogalmazott állításban megcserélve az összes morfizmus forrását és célját, valamint megfordítva a morfizmusok kompozícióinak sorrendjét, a  Cop oppozit kategóriára vonatkozó ún. duális állítást kapunk. A dualitás mint olyan az a tény, hogy az állítások érvényessége invariáns ezen operációra nézve. Azaz ha egy állítás igaz C-ben, akkor a duális igaz  Cop-ban, illetve ha hamis C-ben, akkor a duális hamis  Cop-ban.
Ha C egy konkrét kategória (azaz hűségesen beágyazható a halmazok kategóriájába), akkor is előfordulhat, hogy Cop absztrakt kategória (azaz nincs ellátva egy beágyazással a halmazok kategóriájába). Ha ekkor D ekvivalens Cop-pal, akkor azt mondjuk, hogy C és D duálisak.
A C kategóriát önduálisnak nevezik, ha C és Cop ekvivalensek.

## Példák
- Egy {\displaystyle f\colon A\to B} morfizmust akkor neveznek monomorfizmusnak, ha bármely g, h morfizmuspárra ha {\displaystyle f\circ g=f\circ h}, akkor {\displaystyle g=h}. Ennek duálisa, hogy {\displaystyle g\circ f=h\circ f}-ből következik {\displaystyle g=h.} Ha ez teljesül, az {\displaystyle f\colon B\to A} morfizmust epimorfizmusnak nevezik. Tehát a monomorfizmus és az epimorfizmus duális tulajdonságok. Következésképpen a C kategória egy morfizmusa akkor és csak akkor monomorfizmus, ha a fordított morfizmus Cop-ban epimorfizmus.
- A limesz és kolimesz duális fogalmak.

## Fordítás
- Ez a szócikk részben vagy egészben  a   Dual (category theory) című angol Wikipédia-szócikk ezen változatának fordításán alapul.  Az eredeti cikk szerkesztőit annak laptörténete sorolja fel. Ez a jelzés csupán a megfogalmazás eredetét és a szerzői jogokat jelzi, nem szolgál a cikkben szereplő információk forrásmegjelöléseként.